# SpongeBob SquarePants: Plankton's Robotic Revenge
Bob Esponja: La venganza de Plankton es un videojuego del Género de Acción-Aventura basado en la popular serie de televisión  Bob Esponja. Será lanzado en octubre de 2013 para las consolas Wii U, Wii, Nintendo 3DS, Nintendo DS, PlayStation 3, y Xbox 360. El juego fue desarrollado por Behaviour Interactive y publicado por Activision después de que THQ perdiera la licencia de los juegos cuando cayó en bancarrota. Las versiones para las consolas de sobremesa tienen la opción de jugar en modo cooperativo con el uso de cuatro personajes (excepto la versión de Wii U), mientras que la versión de Wii U acepta cinco jugadores con el uso del GamePad .Las versiones para consolas portátiles hacen uso de un solo jugador . Los personajes confirmados son Bob Esponja, Patricio Estrella, Calamardo Tentáculos, Arenita Mejillas, y Don Cangrejo.